# Chupa-dente-de-cinta
Papa-mosquitos-de-cinto ou chupa-dente-de-cinta (Conopophaga aurita) é uma espécie de ave da família Conopophagidae.
Pode ser encontrada nos seguintes países: Brasil, Colômbia, Equador, Guiana Francesa, Guiana, Peru e Suriname.
Os seus habitats naturais são: florestas subtropicais ou tropicais húmidas de baixa altitude.